# ساختار سه‌پرده‌ای

ساختار سه پرده‌ای

ساختار سه پرده‌ای مدل مورد استفاده در روایت داستانی است که یک رمان را به سه بخش (پرده) که اغلب به نام‌های سرآغاز، مواجهه و فیصله تفکیک می‌شوند.